# Cyborg (film)
Cyborg – amerykański film akcji o tematyce cyberpunkowej z 1989 roku, wyreżyserowany przez Alberta Pyuna. W filmie jedną ze swoich pierwszych poważnych ról zagrał gwiazdor Jean-Claude Van Damme. Produkcja doczekała się dwóch kontynuacji.

## Fabuła
Niedaleko przyszłość. Ziemią włada chaos w postaci anarchistów mordujących niewinnych ludzi. Ameryka została zniszczona przez kryzys ekonomiczny. Ludność jest prześladowana także przez śmiertelną zarazę. Dane szczepionki na nią trzeba wydobyć z ocalałych komputerów zrujnowanego miasta. Podejmuje się tego Pearl Prophet (Dayle Haddon), kobieta, która zdecydowała się poświęcić swoje człowieczeństwo i pozwolić „przerobić się” na cyborga. Jako maszyna, musi przedostać się do ruin, zdobyć dane i wrócić do Atlanty w stanie Georgia, by skonsultować się z ostatnią ocalałą grupą naukowców. W drodze do celu, w Nowym Jorku, zostaje ona jednak porwana przez bandę, której szefem jest złowieszczy Fender Tremolo (Vincent Klyn). Fender żąda od Pearl dostarczenia mu leku, w tym celu wraz ze swoją anarchistyczną grupą zabiera ją na pokład statku kierującego się do Atlanty, uprzednio wyrzynając mieszczącą się nieopodal portu wioskę. Kobietę-cyborga ratuje przez przypadek Gibson Rickenbacker (Jean-Claude Van Damme). Dołącza do niego młoda kobieta (ocalała z pogromu wioski) Nady Simmons (Deborah Richter), która tłumaczy mu, że jej rodzina zginęła przez plagę, oraz że chce podążać wraz z nim za „Piratami”, by pomóc cyborgowi. Gibson, mniej zainteresowany lekarstwem, a bardziej eliminacją Fendera, pozwala dziewczynie uczestniczyć w wyprawie.
Gibsona prześladują traumatyczne retrospekcje. Okazuje się, że mężczyzna przeżył przed laty piekło; członkowie bandy Fendera zamordowali kochaną przez niego kobietę – klientkę, którą eskortował z miasta do odludnej wsi, oraz jej dzieci. Gibson sam miał zginąć, lecz cudem uniknął śmierci.
W trakcie podróży, pewnej nocy Nady oferuje Gibsonowi swoje ciało. Ten jednak odrzuca seksualną propozycję, gdyż jedynym postawionym przez niego jest celem dopaść Fendera. Wkrótce bohaterowie trafiają na bandę Tremolo. W opuszczonej hurtowni Gibson eliminuje licznych członków gangu, lecz w jednym z jego lojalnych członków rozpoznaje Haley, rzekomo zmarłą przed laty córkę swojej kochanki. Ucieczka przed pozostałymi członkami ekipy Fendera kończy się fiaskiem – Rickenbacker zostaje schwytany. „Piraci” torturują Gibsona okrutnie, by ostatecznie ukrzyżować go na maszcie opuszczonego, położonego na samotnej plaży statku. Haley przygląda się torturowanemu i następnie odchodzi z Fenderem. Pozostawiony na pełnym słońcu, ukrzyżowany Gibson spędza na krzyżu całą noc. Nad ranem, ledwo żywy, przytomnieje, ostatkiem sił łamie maszt i upada na ziemię. Na miejscu zjawia się Nady, która odwiązuje jego ramiona od masztu.
W Atlancie bohaterowie raz jeszcze spotykają Fendera. Nady i ostatni członkowie gangu, z wyjątkiem Haley, giną, aż w końcu na placu boju pozostaje jedynie Gibson i Fender. Po wyczerpującej walce, Tremolo zostaje ostatecznie nadziany na wielki hak i pozostawiony by skonał. Gibson i Haley prowadzą Pearl do celu jej podróży.

## Obsada
- Jean-Claude Van Damme – jako Gibson Rickenbacker
- Deborah Richter – jako Nady Simmons
- Vincent Klyn – jako Fender Tremolo
- Alex Daniels – jako szeryf Strat
- Dayle Haddon – jako Pearl Prophet
- Blaise Loong – jako Furman Vux
- Ralf Möller – jako Brick Bardo
- Matt McColm – jako pirat
- Stefanos Miltsakakis – jako Xylo/pirat/bandyta
- Haley Peterson – jako Haley
- Terrie Batson – jako Mary
- Jackson 'Rock' Pinckney – jako Tytus
- Janice Graser – jako Vorg

## Box office
| USA | US$ 10,166,459 |